# Laguz

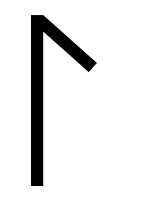
Laguz

Laguz (ᛚ) ist die einundzwanzigste Rune des älteren Futhark und die fünfzehnte Rune des altnordischen Runenalphabets mit dem Lautwert l.
Der rekonstruierte urgermanische Name bedeutet „Wasser“ oder „See“. Er erscheint in den Runengedichten als altnordisch lǫgr, altenglisch lagu bzw. gotisch laaz.

## Zeichenkodierung
| Unicode Codepoint | U+16DA                          |
| Unicode-Name      | RUNIC LETTER LAUKAZ LAGU LOGR L |
| HTML              | &#5850;                         |
| Zeichen           | ᛚ                               |